# لاو (بازیکن فوتبال)
لاو (انگلیسی: Love؛ زادهٔ ۱۴ مارس ۱۹۷۹) یک بازیکن فوتبال در پست مهاجم اهل آنگولا است.

## تیم ملی
وی همچنین در تیم ملی فوتبال آنگولا بازی کرده‌است.